# Сукре
Су́кре, Сукрі,Чукісака (ісп. Sucre; аймар.Sukri, Chuqisaka)— місто з населенням 247 300 мешканців (2006) та конституційна столиця Болівії, місце розташування Верховного Суду країни (Corte Suprema de Justicia) і столиця департаменту Чукісака. Розташоване на південному сході країни на висоті 2750 м. Його відносно низька висота надає місту теплий клімат протягом всього року.

## Клімат
Місто знаходиться у зоні, котра характеризується кліматом тропічних степів. Найтепліший місяць — листопад із середньою температурою 17.2 °C (63 °F). Найхолодніший місяць — червень, із середньою температурою 13.3 °С (56 °F).
| Клімат Сукре            | Клімат Сукре | Клімат Сукре | Клімат Сукре | Клімат Сукре | Клімат Сукре | Клімат Сукре | Клімат Сукре | Клімат Сукре | Клімат Сукре | Клімат Сукре | Клімат Сукре | Клімат Сукре | Клімат Сукре |
| Показник                | Січ.         | Лют.         | Бер.         | Квіт.        | Трав.        | Черв.        | Лип.         | Серп.        | Вер.         | Жовт.        | Лист.        | Груд.        | Рік          |
| Абсолютний максимум, °C | 32           | 32           | 31           | 31           | 32           | 32           | 30           | 27           | 31           | 32           | 33           | 28           | 33           |
| Середній максимум, °C   | 19           | 18           | 19           | 19           | 19           | 18           | 18           | 19           | 20           | 20           | 21           | 20           | 19           |
| Середня температура, °C | 16           | 15           | 16           | 15           | 15           | 13           | 13           | 14           | 15           | 16           | 17           | 16           | 15           |
| Середній мінімум, °C    | 12           | 12           | 12           | 11           | 10           | 8            | 7            | 9            | 10           | 12           | 12           | 12           | 11           |
| Абсолютний мінімум, °C  | 5            | 5            | 5            | 1            | −3           | −2           | −4           | −2           | 0            | −3           | −3           | −1           | −4           |
| Норма опадів, мм        | 110          | 90           | 80           | 30           | 10           | 10           | 10           | 10           | 20           | 40           | 70           | 90           | 570          |
| Днів з опадами          | 7            | 7            | 6            | 2            | 0            | 0            | 0            | 1            | 2            | 4            | 5            | 6            | 40           |
| Днів з дощем            | 7            | 7            | 6            | 2            | 0            | 0            | 0            | 1            | 2            | 4            | 5            | 6            | 40           |
| Вологість повітря, %    | 70           | 75           | 70           | 65           | 50           | 45           | 45           | 45           | 50           | 55           | 60           | 65           | 57.9         |
| ----------------------- | ------------ | ------------ | ------------ | ------------ | ------------ | ------------ | ------------ | ------------ | ------------ | ------------ | ------------ | ------------ | ------------ |
| Джерело: Weatherbase    |              |              |              |              |              |              |              |              |              |              |              |              |              |

## Історія
Місто засноване 1538 року іспанським конкістадором Педро де Ансуресом під назвою Ла-Плата (ісп. La plata — срібло), в зв'язку з тим, що в цьому районі були знайдені поклади срібла; надалі місто отримало назву Чукісака (індіанською мовою choque-chaca — срібна гора). 25 травня 1809 року в Чукісаці спалахнуло повстання, що з'явилося початком боротьби Верхнього Перу (назва Болівії в колоніальний період) за незалежність від Іспанії. 1839 року місто назване на честь Антоніо Хосе де Сукре.

## Архітектура
У Сукре багато старих та класичних будівель:
- Будинок Свободи, побудований 1621 року, в цьому будинку Симон Болівар, який написав болівійську конституцію, заснував Республіку Болівію;
- Національна бібліотека, побудована в рік заснування Республіки, це перший і найважливіший історичний, бібліографічний та документаційний центр країни, Національна бібліотека має документи, що датуються XVI століттям;
- Кафедральний собор, побудований між 1559 і 1712 роками, у соборі є «Museo Catedraliceo», який є першим і найважливішим релігійним музеєм країни. «Пінакотека» має велику колекцію картин колоніальних і республіканських майстрів, а також європейців, таких як Бітті, Фурчадт і Ван Дейк. Собор також містить величезну кількість прикрас з золота, срібла та дорогоцінних каменів;
- Палац уряду департаменту Чукісака;
- Верховний Суд.

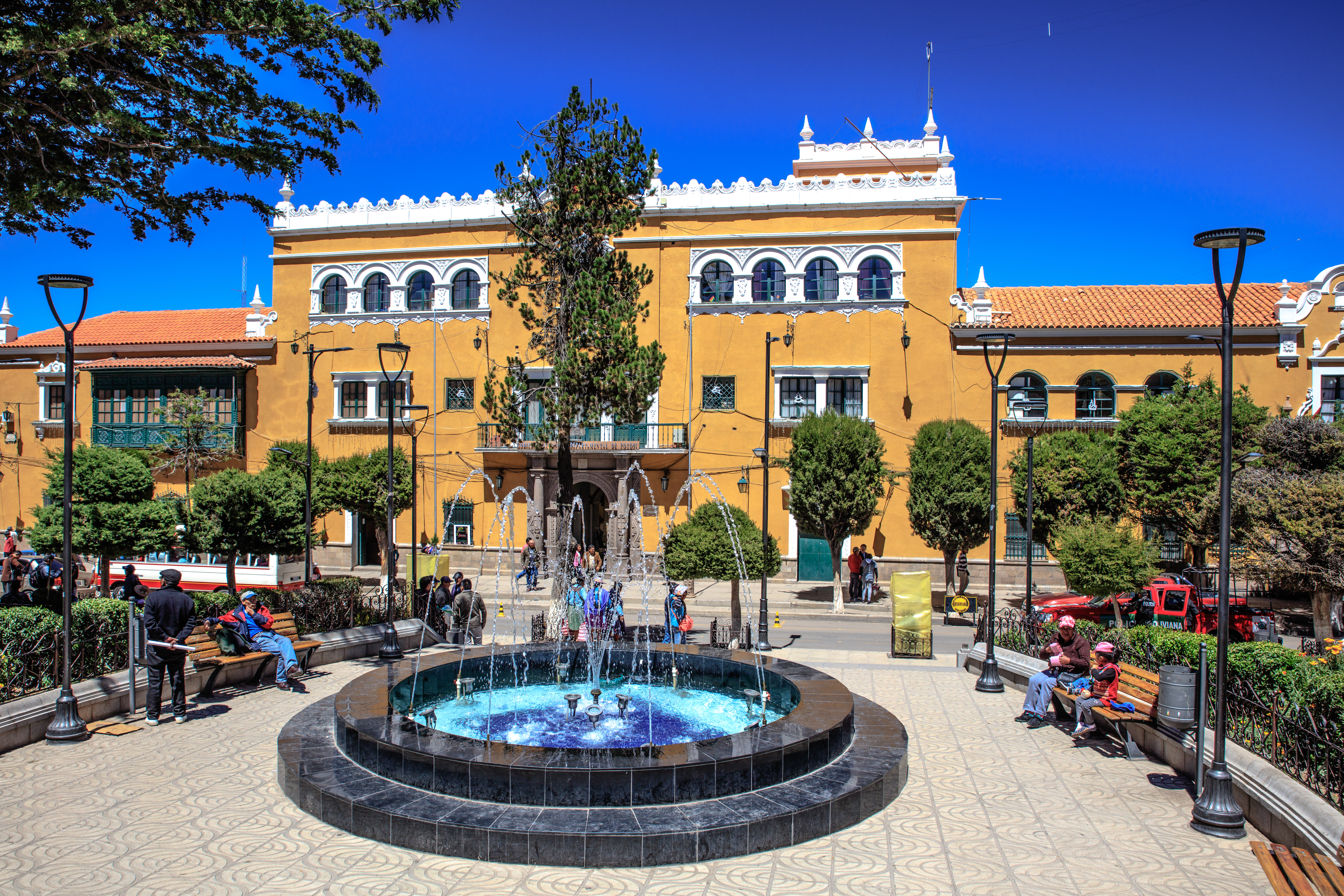
Центр міста
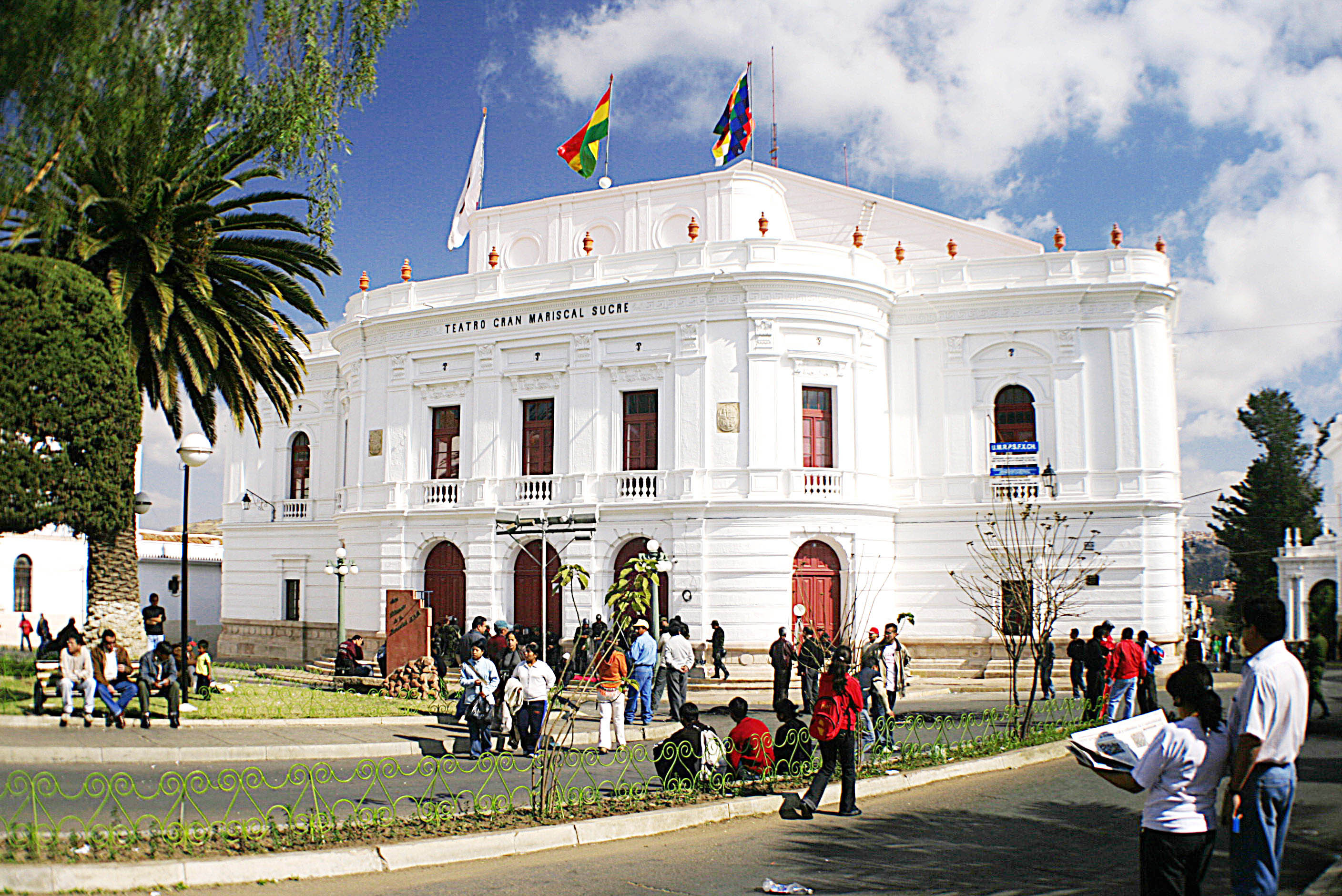
Театр Гран Маріскаль
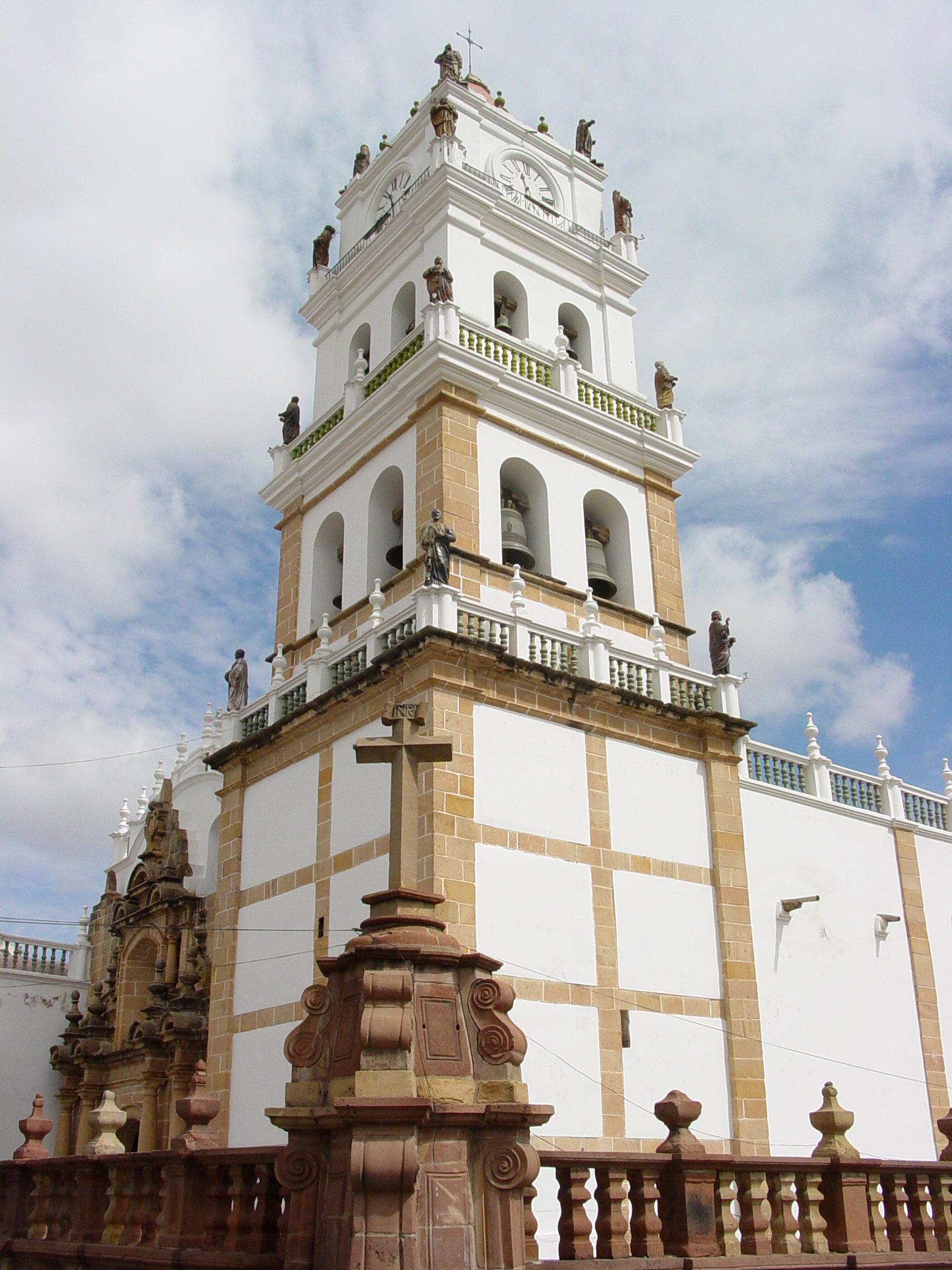
Кафедральний собор
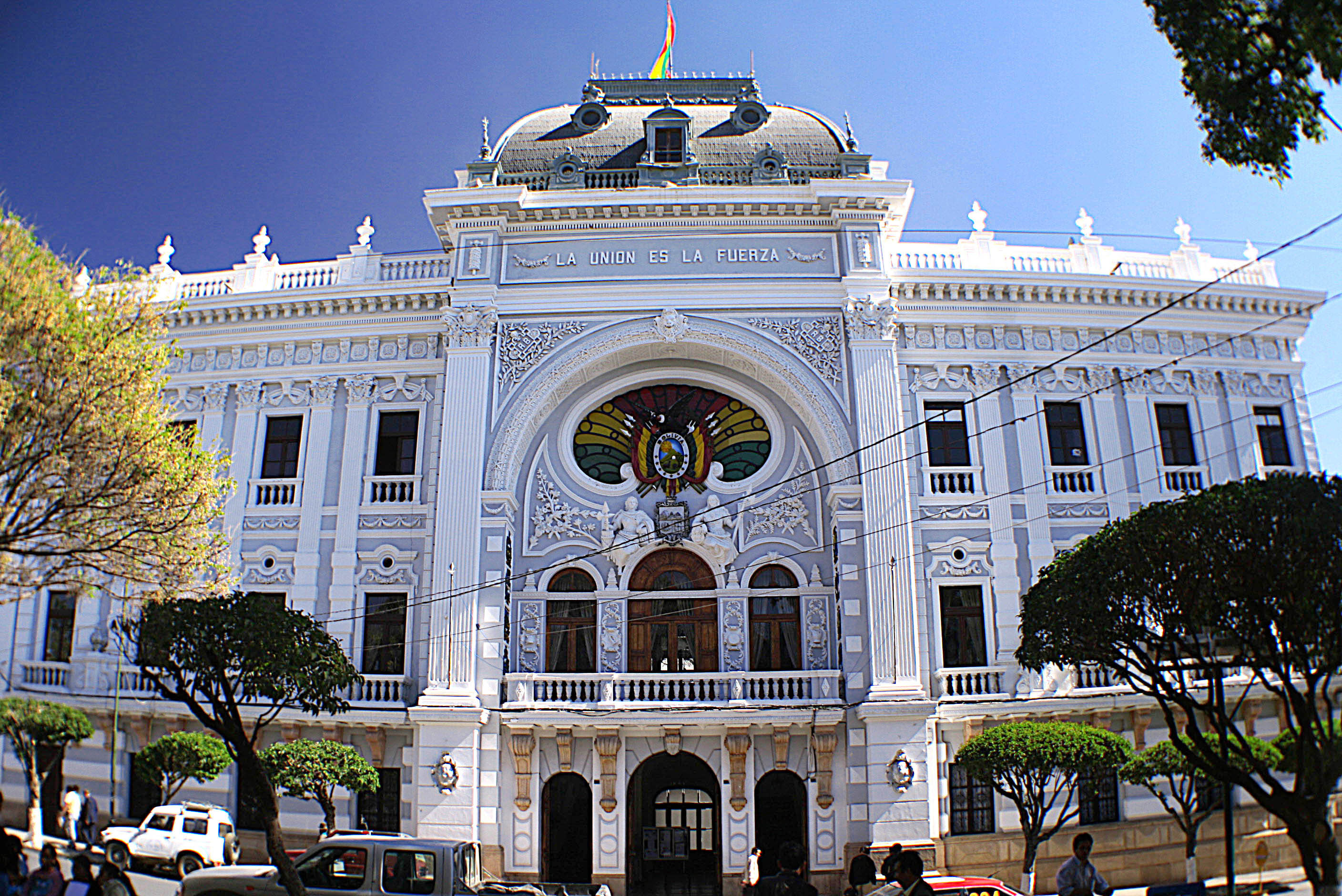
Палац департаменту Чукісака
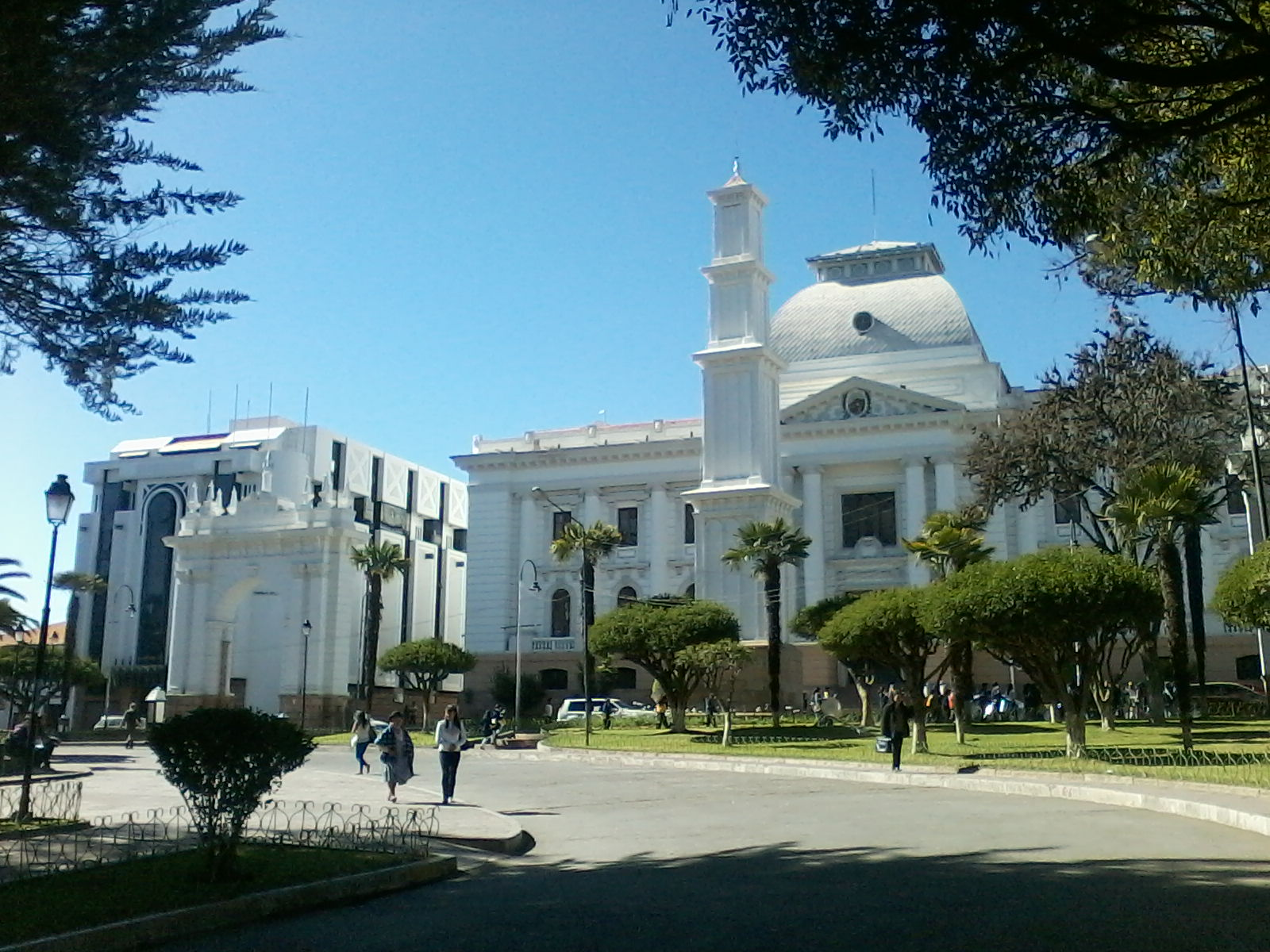
Палац юстиції
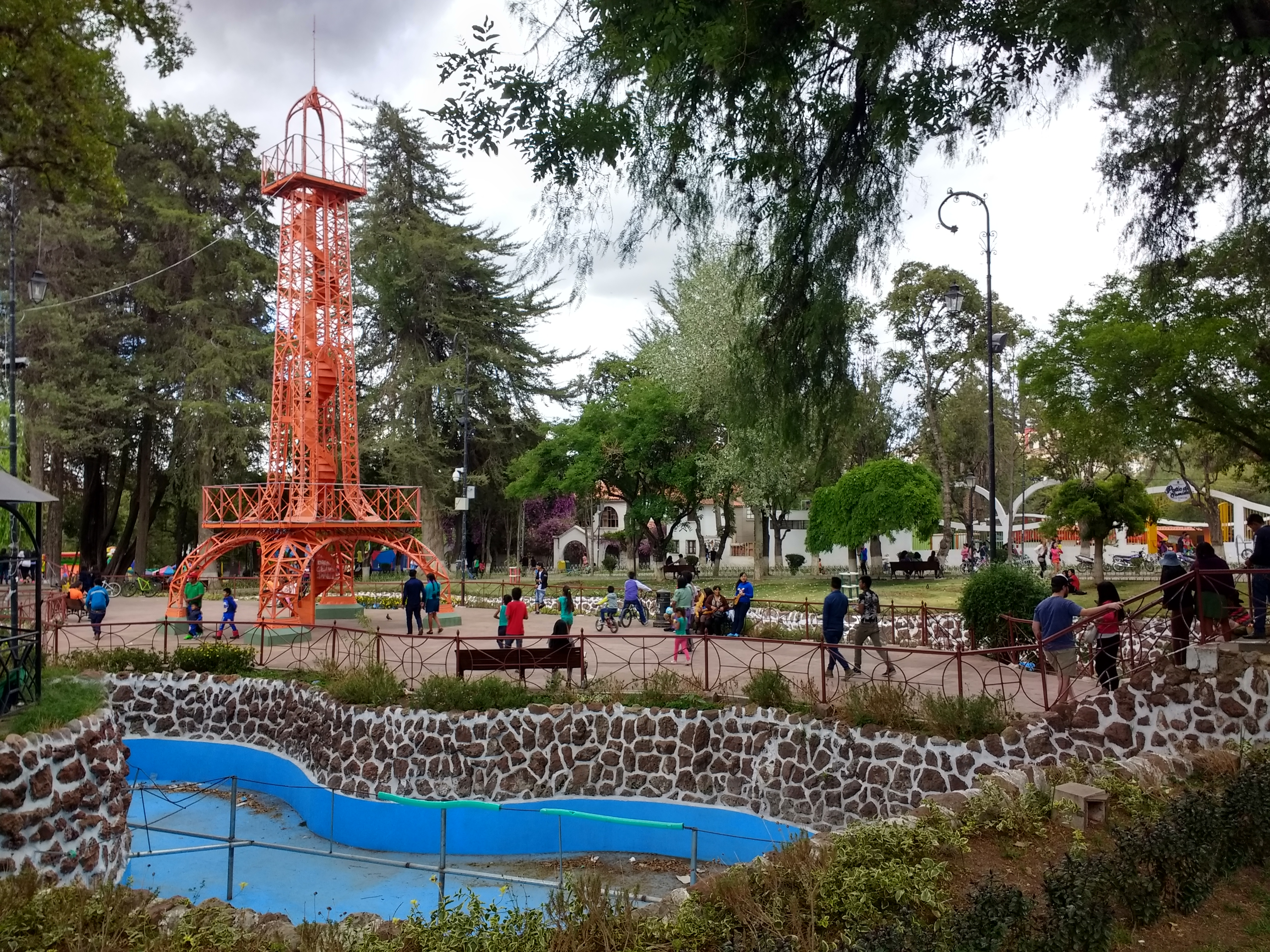
Парк Симона Болівара

## Спорт
У Сукре знаходяться важливі спортивні об'єкти Болівії, а найпопулярнішим видом спорту в місті є футбол. У місті розташований стадіон «Олімпіко Патріа», другий за величиною футбольний та олімпійський стадіон країни. Стадіон є домашньою ареною футбольного клубу Універсітаріо, який виступає в Професійній футбольній лізі Болівії.
Також практикуються інші види спорту, такі як плавання та баскетбол, а також таеквондо, кунг-фу, волейбол, теніс та бадмінтон.